# Pietro Bernini
Pietro Bernini (ur. 6 maja 1562 w Sesto Fiorentino, zm. 29 sierpnia 1629 w Rzymie) – włoski rzeźbiarz, ojciec Gianlorenzo Berniniego.
Urodził się w Sesto Fiorentino w Toskanii. Przeniósł się do Neapolu, by pracować w klasztorze Certosa di San Martino, tam urodził się także jego syn. W 1605 rodzina przeniosła się do Rzymu, ściągnięta przez kardynała Scipione Caffarelli-Borghese. W Rzymie pracował także na zlecenia papieża Pawła V. 
Jednym z jego bardziej znanych dzieł jest Fontana della Barcaccia na Piazza di Spagna, stworzona wspólnie z synem w 1627. Zmarł w Rzymie w 1629.

## Galeria

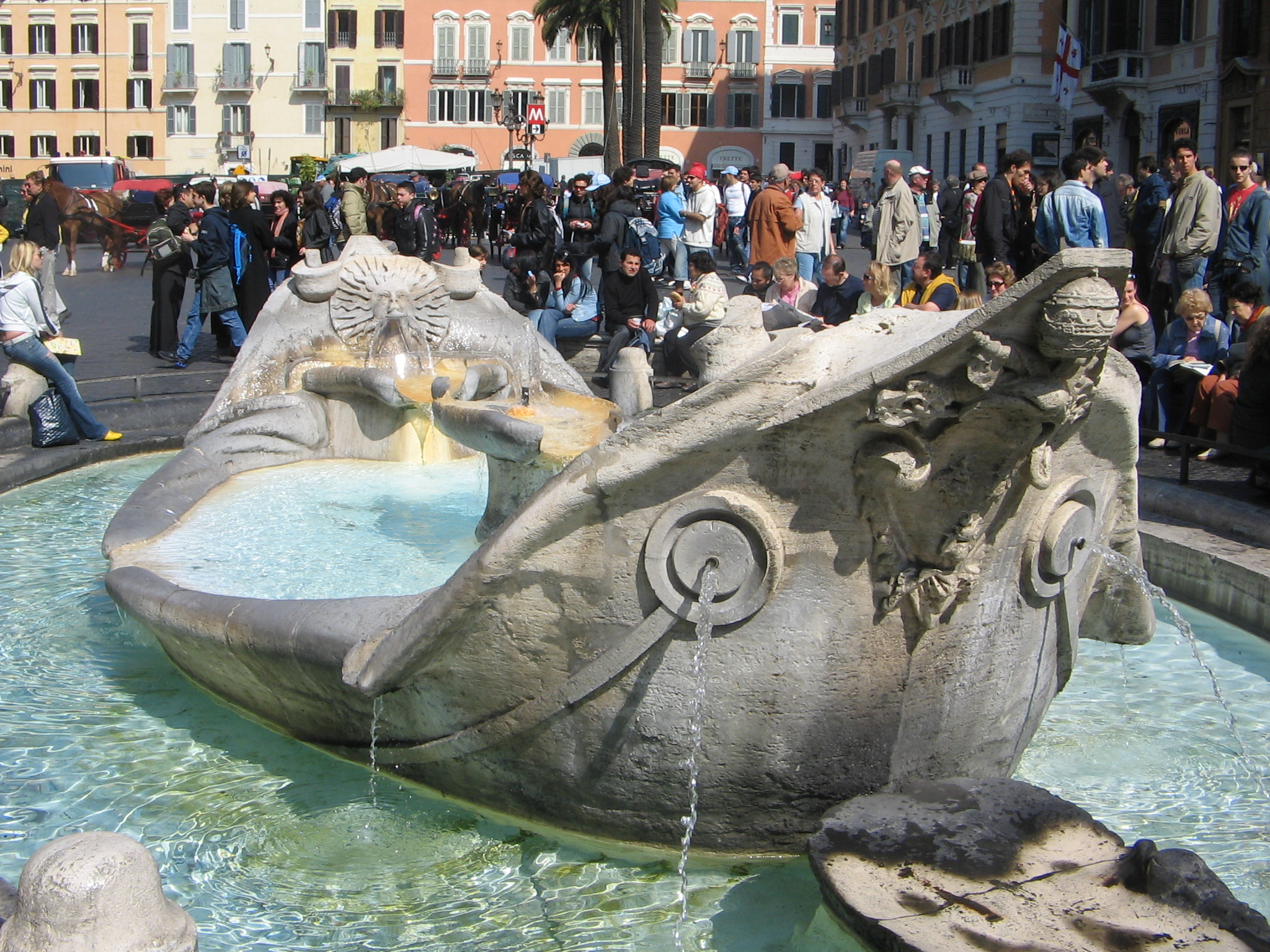
Fontana della Barcaccia w Rzymie
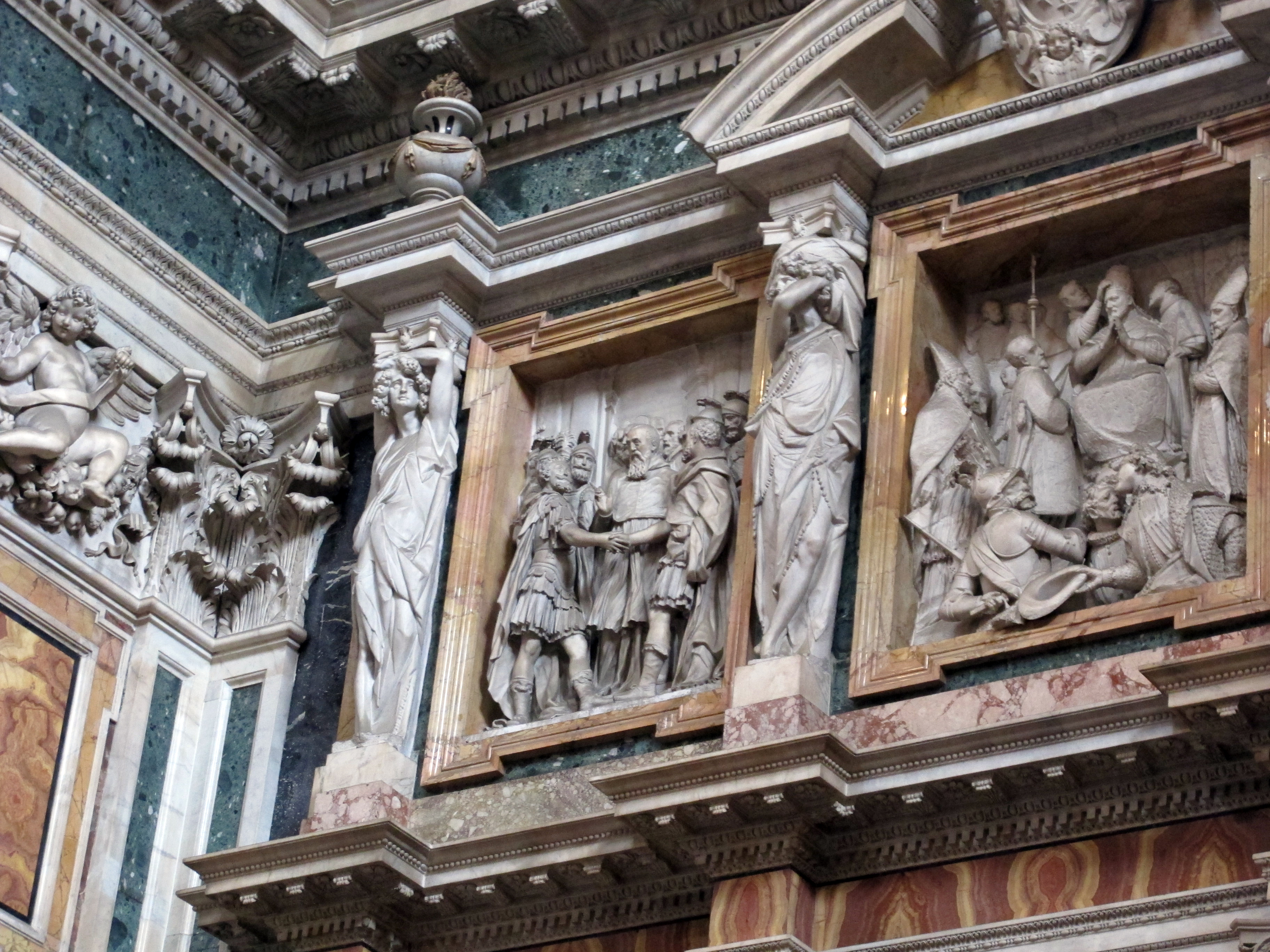
Bazylika Matki Bożej Większej w Rzymie
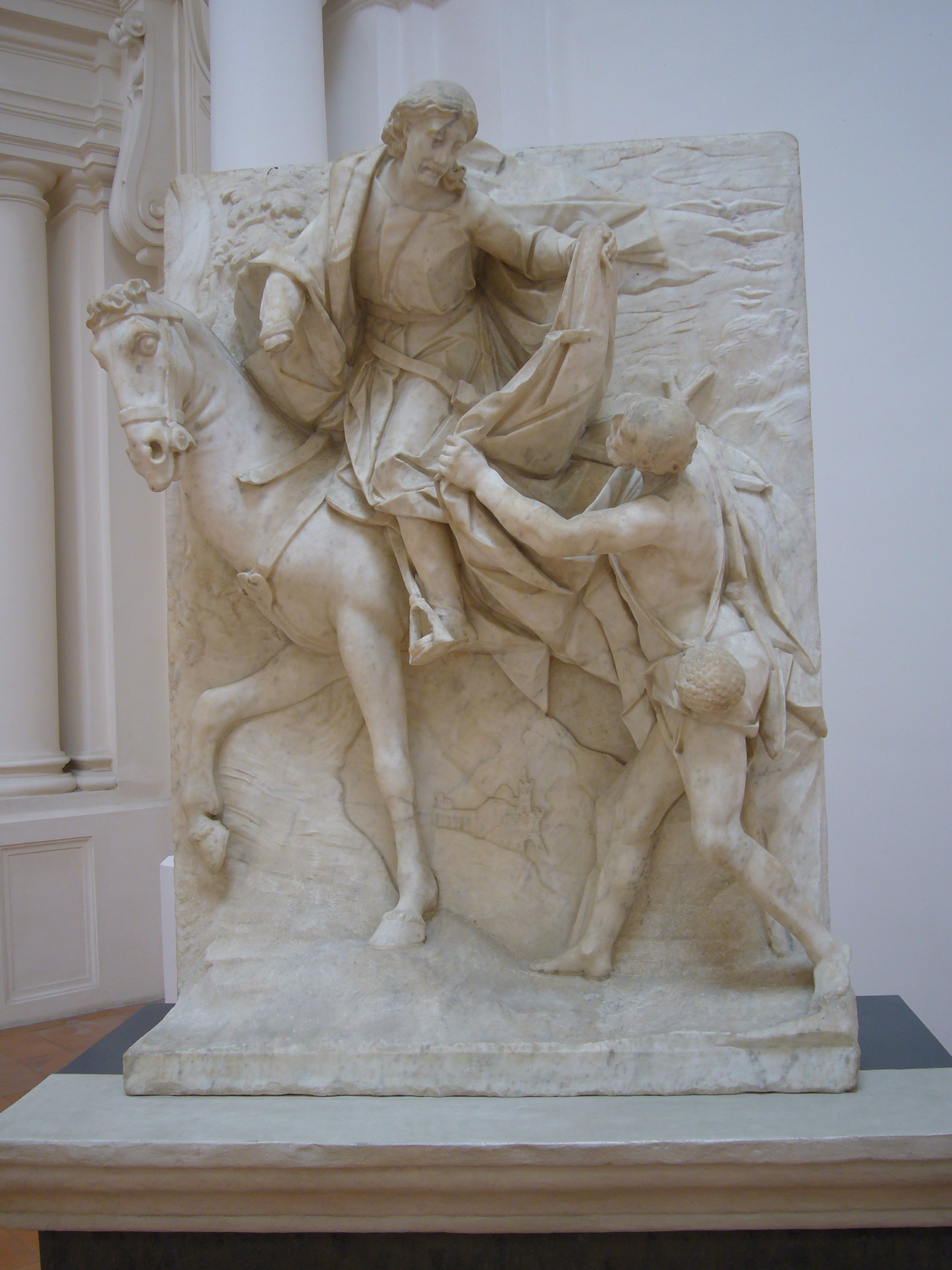
Święty Marcin dzieli się płaszczem, ze zbiorów Certosa di San Martino, Neapol
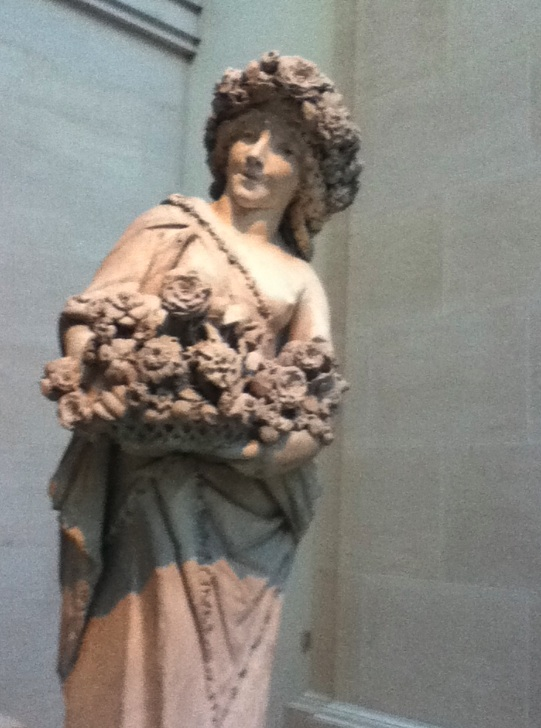
Flora, 1616